# Iłarion Spiwak
Iłarion Sawelijowycz Spiwak, Iłłarion Sawieljewicz Spiwak (ukr. Іларіон Савелійович Співак, ros. Илларион Савельевич Спивак, ur. 1893 w Kozelszczynie w guberni połtawskiej, zm. 23 września 1938) – polityk Ukraińskiej SRR.

## Życiorys
We wrześniu 1917 wstąpił do partii bolszewickiej SDPRR(b), 1929-1930 był sekretarzem odpowiedzialnym Komitetu Okręgowego KP(b)U w Niżynie, w 1932 instruktorem odpowiedzialnym KC KP(b)U, a od 1933 do stycznia 1934 przewodniczącym obwodowej komisji kontrolnej KP(b)U w Winnicy. Następnie został sekretarzem Komitetu Obwodowego KP(b)U w Winnicy, jednocześnie od 23 stycznia 1934 do 27 maja 1937 był zastępcą członka, a od 3 czerwca 1937 do 1938 członkiem KC KP(b)U. Od lipca do września 1937 był II sekretarzem, a od września 1937 do 1938 I sekretarzem Komitetu Obwodowego KP(b)U w Winnicy. 30 kwietnia 1938 został aresztowany podczas wielkiego terroru i następnie rozstrzelany.